# Língua bonggi
Bonggi (Banggi) e uma língua Malaio-Polinésia language do ramo Borneu Setentrional falada por cerca de 1.400 pessoas nas ilhas de Banggai e Balambangan, que fazem parte da Divisão Kudat do estado malaio de Sabah e ficam na ponta norte da ilha de Bornéu.
Bonggi também é conhecido pelos nomes Banggi, Bangay ou Banggi Dusun. Está intimamente relacionada língua ida'an
Usa o alfabeto latino desde o final dos anos 1980. Existe algum material escrito no idioma, incluindo um dicionário e tradução da Bíblia.

## Escrita
A língua usa o alfabeto latino sem as letras C, Q, V, X, Z. As 5 vogais podem ser simples ou duplas, usa-se o ditongo Ai e a forma Ng,